# Сумерки (серия романов)
«Су́мерки» (англ. «Twilight», [ˈtwaɪlaɪt]о файле) — популярная серия романов американской писательницы Стефани Майер. Каждая из книг описывает события, происходящие с главной героиней, девушкой по имени Белла Свон, которая влюбилась в вампира. Все 5 частей стали бестселлерами и переведены на 37 языков мира, в том числе на русский (издательство АСТ). По состоянию на 2010 год, общие продажи книг «Сумеречной серии» составляют более 116 миллионов копий. Стефани Майер называет свою серию книг сагой, хотя она не имеет признаков, характерных для саги.

## Серия книг
На данный момент официально вышло 5 фильмов и 7 книг в период с 2005 по 2020 год. Несколько глав последней книги («Солнце полуночи», 2020) в незаконченном виде появились в интернете в 2008 году.
В августе 2020 года Майер сообщила, что работает над двумя дополнительными романами «Сумерки». Автор намерена продолжить писать эти истории, завершив сначала оригинальную книгу.
| Год  | Русское название                        | Оригинальное название                |
| ---- | --------------------------------------- | ------------------------------------ |
| 2005 | Сумерки                                 | Twilight                             |
| 2006 | Новолуние                               | New Moon                             |
| 2007 | Затмение                                | Eclipse                              |
| 2008 | Рассвет                                 | Breaking Dawn                        |
| 2010 | Недолгая вторая жизнь Бри Таннер        | The Short Second Life of Bree Tanner |
| 2015 | Жизнь и смерть: Сумерки. Переосмысление | Life and Death: Twilight Reimagined  |
| 2020 | Солнце полуночи                         | Midnight Sun                         |

### Сумерки
Белла Свон переезжает из Финикса, штат Аризона, чтобы жить со своим отцом в Форксе, штат Вашингтон, чтобы позволить своей матери путешествовать со своим новым мужем, бейсболистом низшей лиги. Переехав в Форкс, Беллу невольно тянет к загадочному красивому мальчику Эдварду Каллену, и в конце концов она узнаёт, что он является членом семьи вампиров, которые пьют кровь животных, а не человеческую. Эдвард и Белла влюбляются друг в друга, а Джеймс, вампир-садист из другого клана, стремится выследить Беллу. Эдвард и другие Каллены защищают Беллу. Она сбегает в Финикс, где её обманом заставляют противостоять Джеймсу, который пытается её убить. Она тяжело ранена, но Эдвард спасает её, и они возвращаются в Форкс.

### Новолуние
Эдвард и его семья уезжают из Форкса, потому что он считает, что подвергает опасности жизнь Беллы. Белла впадает в депрессию, пока не подружится с Джейкобом Блэком, который, как она обнаруживает, может превращаться в волка. Джейкоб и другие волки из его племени должны защитить её от Виктории, вампира, стремящегося отомстить за смерть своего друга Джеймса. Из-за недоразумения Эдвард считает, что Белла мертва. Эдвард решает покончить жизнь самоубийством в Вольтерре (Италия), но его останавливает Белла, которую сопровождает сестра Эдварда, Эллис. Они встречаются с Вольтури, могущественным кланом вампиров, и освобождаются только при условии, что Белла будет обращена в вампира в ближайшем будущем. Белла и Эдвард воссоединяются, и она и Каллены возвращаются в Форкс.

### Затмение
Виктория создала армию «новорождённых» вампиров, чтобы сразиться с семьей Калленов и убить Беллу из мести. Тем временем Белла вынуждена выбирать между отношениями с Эдвардом и дружбой с Джейкобом. Семья вампиров Эдварда и стая оборотней Джейкоба объединяют усилия, чтобы успешно уничтожить Викторию и её армию вампиров. В конце концов, Белла предпочитает любовь Эдварда дружбе Джейкоба и соглашается выйти за него замуж.

### Рассвет
Белла и Эдвард женаты, но их медовый месяц прерывается, когда Белла обнаруживает, что беременна. Её беременность быстро прогрессирует, сильно ослабляя её. Она чуть не умирает, родив дочь-полувампира-получеловека по имени Ренесми. Эдвард вводит Белле свой яд, чтобы спасти её жизнь, и превращает её в вампира. Вампир из другого клана видит Ренесми и принимает её за «бессмертного ребёнка». Она сообщает об этом Вольтури, так как существование таких существ нарушает закон о вампирах. Каллены собирают свидетелей-вампиров, которые могут подтвердить, что Ренесми не бессмертна, а уникальный ребёнок человека и вампира. После напряжённой конфронтации Каллены и их свидетели убеждают Вольтури, что ребёнок не представляет опасности для вампиров или их секрета, и Вольтури оставляют их в покое.

### Недолгая вторая жизнь Бри Таннер
Действие книги разворачивается в одно время с событиями «Затмения». В книге рассказывается о короткой жизни новообращённой вампирши Бри Таннер — одной из армии новообращённых, вокруг нападения которой на Калленов, в свою очередь, вращается сюжет «Затмения».

### Жизнь и смерть: Сумерки. Переосмысление
В скучный городок Форкс переезжает юный Бофорт Свон, которому предстоит встретить таинственную красавицу Эдит Каллен. У переосмысленного романа более убедительный финал, по-видимому, исключающий его продолжение через оставшиеся три сумеречных романа.

### Солнце полуночи
Пересказ событий «Сумерек» от лица Эдварда Каллена, а не от лица Беллы Свон.

## Список персонажей

### Люди
| Имя                   | Описание |
| --------------------- | --- |
| Белла Свон            | В «Сумерках» Белла переезжает в дом своего отца в Форксе, штат Вашингтон, знакомится с таинственной семьей Калленов и влюбляется в Эдварда Каллена. Однако вскоре она обнаруживает, что семья представляет собой клан вампиров. Белла сама выражает желание стать вампиром вопреки желанию Эдварда. Во втором романе «Новолуние» Эдвард и другие Каллены покидают Форкс, чтобы уберечь Беллу от мира вампиров. Джейкоб Блэк, член племени квилетов, который также является оборотнем, принимающим форму волка, утешает обезумевшую и сильно подавленную Беллу. Она начинает заботиться о Джейкобе, хотя любит меньше, чем Эдварда. В затмении, Белла обручается с Эдвардом, и они женятся в «Рассвете». Затем Эдвард превращает Беллу в вампира после того, как она чуть не умерла, родив их дочь Ренесми. У Беллы есть способность защищать свой разум (от чтения мыслей, атак и т. д.), которой она обладала как человек. Как только она превращается в вампира, её способности усиливаются до такой степени, что она также может расширять свой щит, чтобы защитить других от контроля над разумом. |
| Чарли Свон            | Отец Беллы Свон, работает начальником полиции в Форксе. Его хобби включает рыбалку с Гарри Клируотером и Билли Блэком, а также просмотр различных видов спорта по телевизору. Чарли женился на матери Беллы, Рене, сразу после того, как они оба окончили среднюю школу, и вскоре у них родилась Белла. Вскоре Рене развелась с Чарли и вместе с Беллой переехала в Феникс, штат Аризона. Позже Белла упоминает, что Чарли до сих пор не совсем забыл её мать. Он привык жить один, кроме тех случаев, когда Белла приезжала к нему летом. Когда Белле исполнилось семнадцать, она переезжает в Форкс, чтобы жить с ним после того, как её мать снова выходит замуж. Первоначально Чарли принимает Эдварда как парня своей дочери, но после событий «Новолуния» он винит Эдварда в глубокой депрессии Беллы после того, как тот бросил её. Чарли заземлил Беллу, когда она ушла, не поговорив с ним в «Новолунии». Чарли благодарен Джейкобу Блэку за его дружбу с Беллой в то трудное время, и он ясно даёт понять, что предпочёл бы, чтобы Белла предпочла Джейкоба Эдварду. Чарли снимает Беллу с земли в «Затмении» и хочет, чтобы она провела некоторое время с Джейкобом. В конце «Затмения» Белла и Эдвард соглашаются рассказать Чарли о своей помолвке, и показано, что он неохотно согласился на брак в начале «Рассвета». Чарли остаётся в жизни Беллы после её трансформации; хотя он начинает подозревать, что Белла и Каллены не совсем люди, ему никогда не сообщают, что они вампиры, хотя ему стало известно, что Джейкоб оборотень. Тем не менее он знакомится со своей внучкой Ренесми и показывает, что очень любит её. В конце «Рассвета» у него и Сью Клируотер завязались романтические отношения. |
| Рене Дуайер           | Мать Беллы Свон, вышла замуж за Чарли Свона сразу после окончания школы, но уехала с их ребёнком Беллой и вскоре развелась с ним. Рене — эксцентричный, глупый человек, который склонен отваживаться на новые, рискованные вещи, а потом приходит в себя. Белла всегда чувствовала себя матерью в их отношениях, ей приходилось удерживать Рене от нелепых поступков, а Рене считала Беллу своим ребёнком «средних лет». После того, как Рене снова выходит замуж за гораздо более молодого бейсболиста Фила Двайера, Белла отправляется жить к своему отцу в Форкс, чтобы Рене и Фил могли путешествовать вместе. Эдвард описывает ум Рене как проницательный и почти детский. В «Рассвете» Белла боится рассказать матери о своей помолвке с Эдвардом из-за сильного противодействия Рене ранней женитьбе молодых людей, но Рене даёт им своё благословение. Говорят, что Белла похожа на свою мать, но у Рене более короткие волосы и линии смеха. В «Сумерках» она живёт в Фениксе, штат Аризона, и в Джексонвилле, штат Флорида, на протяжении всего сериала. После того, как Белла стала вампиром, она не навещает свою мать, зная, что Рене никогда не приспособится к её изменению, как это сделал Чарли. |
| Гарри Клируотер       | Гарри Клируотер был старейшиной племени квилетов, умершим от сердечного приступа в Новолуние. У него остались жена Сью, дочь Лия и сын Сет. После того, как Белла узнаёт, что Джейкоб оборотень, именно Гарри и Билли Блэк заманивают Чарли Свона в Ла-Пуш, чтобы защитить его от Виктории и её армии новорождённых вампиров. |
| Билли Блэк            | Гарри Клируотер был старейшиной племени квилетов, умершим от сердечного приступа в Новолуние. У него остались жена Сью, дочь Лия и сын Сиф. После того, как Белла узнает, что Джейкоб оборотень, именно Гарри и Билли Блэк занимают Чарли Свона в Ла-Пуш, чтобы защитить его от Виктории и ее армии новорожденных вампиров. |
| Тайлер Кроули         | Одноклассник Беллы. В «Сумерках» он чуть не сбивает Беллу своим фургоном, но Эдвард спасает ее. После этого Тайлер отчаянно пытается помириться с ней, засыпая ее постоянными извинениями и приглашая на школьные танцы, от которых она отказывается. Он ошибочно предполагает, что она пойдет с ним на их выпускной бал, и рассказывает остальной части школы только для того, чтобы услышать от Эдварда, что Белла будет недоступна никому, кроме него самого. Его постоянное внимание к Белле заставляет Лорен, которая интересуется им, возмущаться Беллой. |
| Лорен Мэллори         | Одноклассница Беллы. Серебристая блондинка с рыбьими глазами, ученица старшей школы Беллы. Несмотря на то, что она сама популярна, она завидует тому вниманию, которое получает Белла после переезда в Форкс, и остается враждебно настроенной по отношению к ней на протяжении всего сериала. Она особенно ревнует, когда Тайлер Кроули, в которого влюблена Лорен, обращает внимание на Беллу. Она также имеет тенденцию говорить довольно насмешливым тоном, что Белла замечает, когда слышит, как Лорен говорит о ней. |
| Майк Ньютон           | Одноклассник Беллы. Дружелюбный юноша, который изначально влюблен в Беллу, хотя Белла не отвечает ему взаимностью. В «Сумерках» он описан как «милый мальчик с детским лицом» с «тщательно» уложенными шипами «бледно-светлыми» волосами. Он влюбляется в Беллу на протяжении всего сериала и часто просит ее сопровождать его на свиданиях, хотя она всегда отказывается; также показано, что он довольно горький и ревнивый по поводу отношений Беллы и Эдварда. В «Новолунии» Майк ходит в кино с Джейкобом и Беллой и изо всех сил пытается конкурировать с Джейкобом за внимание Беллы. Семья Майка владеет местным магазином спортивных товаров, который является единственной работой Беллы в сериале. Майк и Джессика встречаются в «Сумерках» и снова вместе в «Рассвете» на свадьбе Беллы и Эдварда, где Эдвард раздраженно комментирует, что «Майк испытывает трудности с неправильными мыслями о замужней женщине», предполагая, что Майка все еще привлекает Белла. |
| Джессика Стэнли       | Одноклассница Беллы и ее первая подруга в Форксе. Она рассказывает Белле о семье Калленов в свой первый день в школе. Она, как правило, больше заинтересована в популярности Беллы, чем в ее характере, и иногда завидует вниманию Майка к Белле. В «Солнце полуночи» Эдвард слышит, что мысли Джессики по отношению к Белле на самом деле довольно грубы, и что она подружилась с Беллой только для того, чтобы разделить ее внимание. Джессика описывается как миниатюрная болтушка с вьющимися темными волосами. Она и Белла поссорились в «Новолунии» из-за социальной изоляции Беллы, депрессии и все более безрассудного поведения из-за ухода Эдварда. Джессика ненадолго появляется в «Рассвете» в качестве гостя на свадьбе Беллы и Эдварда, которую она посещает с Майком. |
| Анджела Вебер         | Оодруга и одноклассница Беллы, которую описывают как высокую, застенчивую, тихую и очень добрую девушку. В отрывке из «Солнца полуночи» выясняется, что она одна из немногих недавно приобретенных «друзей» Беллы, которые не используют популярность Беллы в своих интересах. У нее светло-каштановые волосы и карие глаза. Она уважает личное пространство других людей, что очень ценит Белла, и обладает мягким характером. Анжела играет второстепенную роль в серии романов, но все же становится другом Беллы. У нее крепкие отношения со своим бойфрендом Беном Чейни. В «Рассвете» ее роль ограничена; ее отец читает клятвы Беллы и Эдварда на их свадьбе, и она ловит букет Беллы. |
| Эрик Йорки            | Одноклассник Беллы, который сразу же заинтересовался ею, когда она переехала в Форкс. Его описывают как «чрезмерно полезного» человека из шахматного клуба, он очень высокий, с плохим цветом лица и «волосами черными, как масляное пятно». Он возмущается аналогичным интересом Майка к Белле, и позже в «Сумерках» он уходит после того, как Майка ударили снежком. Он приглашает Беллу на школьные танцы, но она отказывается, и вместо этого он идет с Анджелой Вебер. Эрик выступает с прощальной речью в выпускном классе в книге «Затмение». |
| Эмили Янг             | Невеста Сэма Ули и троюродная сестра Лии и Сета Клируотеров. У нее медная кожа, черные, как вороново крыло, волосы и три длинных обезображивающих шрама, идущих по правой стороне ее лица и по рукам в результате случайной потери Сэмом контроля при фазировании, когда он стоял рядом с ней. Эмили из племени мака и прожила там большую часть своей жизни, посещая Ла-Пуш только по особым случаям, пока ее не запечатлел Сэм, после чего она навсегда переехала в коттедж в Ла-Пуш. Хотя она и Лия всего лишь троюродные сестры, говорят, что в молодости они были как сестры. Встречаясь с Лией, Сэм запечатлелся на Эмили, когда она была в гостях в Ла-Пуш, и начал ее преследовать. Сначала она была в ярости на него и отвергла его ухаживания; однако, Эмили, которую описывают как веселого и дружелюбного человека, подружилась с Беллой в «Новолунии». Левая сторона ее лица чрезвычайно красива, какой она была до шрамов, которые опускают один глаз и тянут угол рта, заставляя ее хмуриться на одной стороне лица. Несмотря на это, Эмили не обижается на Сэма или любых других членов стаи, и отмечается, что члены стаи стали ее семьей. Она часто готовит для них, и они чувствуют себя в ее доме очень комфортно и открыто. |
| Сью Клируотер         | Вдова Гарри Клируотера, умершего в Новолуние от сердечного приступа. У Сью двое детей, Сет и Лия, оба оборотни. В «Рассвете» Сью начинает проводить много времени с Чарли и иногда готовит ему еду после того, как Белла уезжает из его дома. Ближе к концу «Рассвета» Белла намекает, что у Сью и Чарли роман. |
| Квил Атеара III       | Дед по отцовской линии Квила Атеары V, одного из членов нынешней стаи оборотней. Он женат на Молли Свон (дальней родственнице Чарли Свона) и воспитывал внука после смерти сына Квила Атеары IV. Он также консультировал Сэма Улея, когда тот собирался вступить в фазу в первый раз, так как долгое время ждал своей судьбы и судьбы Квила. В «Затмении» старший Квил и Билли рассказывают племени квилетов легенду о «Холодных», которую слушает Белла. |
| Рэйчел и Ребекка Блэк | Дочери-близнецы Билли и Сары Блэк и старше сестры Джейкоба на четыре года. Белла знакома с ними еще до своего постоянного переезда в Форкс, хотя и не в такой степени, как с Джейкобом. Этим двоим не нравится жить в Форксе, поскольку они не могут полностью справиться со смертью Сары и переехали из города в начале сериала: Рэйчел поступит в Университет штата Вашингтон в Пуллмане, а Ребекка выйдет замуж за самоанского серфера Соломона Финау и переедет на Гавайи. В Рассвете, Рэйчел возвращается в Форкс после выпуска, сначала для краткого визита, который превращается во что-то постоянное, когда Пол Лахот, товарищ-оборотень Джейкоба, оставляет на ней отпечаток. В то время как она отвечает взаимностью на эту привязанность, Джейкоб раздражен, поскольку это означает, что Пол может часто посещать резиденцию Блэков, в основном, чтобы совершить набег на их еду, хотя Билли рад, что Рэйчел чаще посещает дом из-за Пола. |
| Дж. Дженкс            | Лысеющий поверенный средних лет, занимающийся подделкой юридических документов. Элис отправляет к нему Беллу, когда кажется вероятным, что Ренесми и Джейкобу придется бежать, чтобы спастись от Вольтури. Дженкс, ранее несколько раз работавший с Джаспером, очень боится семьи Калленов из-за убеждения Джаспера в том, что «некоторые виды рабочих отношений лучше мотивированы страхом, чем денежной выгодой». Белла нанимает Дженкса для подделки свидетельств о рождении, паспортов и водительских прав для Джейкоба и Ренесми, и в ходе их отношений он начинает чувствовать себя более комфортно рядом с ней, чем с Джаспером. Благородный человек, он сначала выражает сомнения по поводу предоставления Белле документов, которые она просит, полагая, что она намеревается использовать их, чтобы похитить Ренесми у ее отца. несмотря на его страх, что это может принести ему возмездие семьи Калленов. Белла уверяет его, что это не так, и впоследствии решает взять на себя все отношения с Дженксом, чтобы избавить его от любого дальнейшего стресса, который Джаспер может ему причинить. |

### Вампиры
| Имя            | Описание |
| -------------- | --- |
| Эдвард Каллен  | Главный любовный интерес Беллы. Как сказано в первом и втором романах, он родился 20 июня 1901 года в Чикаго, штат Иллинойс, и был заморожен в своем 17-летнем теле, умирая от испанского гриппа, когда доктор превратил его в вампира Карлайл Каллен. Как показано в «Сумерках», Карлайл сделал это только потому, что умирающая мать Эдварда, Элизабет, умоляла его спасти Эдварда. Член Олимпийского клана, Эдвард пьет только кровь животных и обладает особой способностью читать мысли. Он влюбляется в Беллу вскоре после того, как она приезжает в Форкс. Эдвард знает, что он может легко убить Беллу, и этот факт так мучает его, что в книге «Новолуние», он решил покинуть Форкс со своей семьей, чтобы они не смогли причинить ей вред. Он вернулся, потому что понял, что не может жить без нее. Эдвард женится на Белле в «Рассвете», и у них рождается дочь Ренесми. |
| Ренесми Каллен | Дочь Эдварда Каллена и Беллы Свон, родившаяся 11 сентября, за два дня до девятнадцатилетия Беллы в «Рассвете». Ее имя происходит от слияния имен матери Беллы, Рене, и приемной матери Эдварда, Эсме. У нее те же черты лица и цвет волос, что и у Эдварда, но вьющиеся волосы, унаследованные от ее деда, Чарли Свона, и карие глаза, как у Беллы. Ее сердце перекачивает кровь, отчего она краснеет, а ее бледная кожа слегка светится на солнце. Ее кожа теплая и мягкая на ощупь, но такая же прочная, как у вампира. Всего через несколько минут после ее рождения на нее запечатлевается Джейкоб Блэк, который становится ее родственной душой и действует для нее как старший брат. Ренесми может выжить либо на крови, либо на человеческой пище, хотя она предпочитает кровь и не производит яд. Ее особые способности - передавать мысли другим, касаясь их кожи и проникая через ментальные щиты, что является противоположностью способностей каждого из ее родителей. Она быстро растет как умственно, так и физически, может говорить только через семь дней после своего рождения, а к концу романа может читать, бегать, охотиться и выполнять другие задачи на продвинутом уровне для своего юного возраста. Ее интеллект ошеломляет всех, и она способна понять, что происходит вокруг нее, когда прибывают Вольтури. Джейкоб дает ей прозвище «Несси», потому что считает ее полное имя слишком полным, хотя Белле очень не нравится, когда ее ребенка называют «Лохнесское чудовище». К концу книги, однако, все персонажи приняли эту укороченную версию. Несси достигнет физической зрелости примерно через семь лет, когда ей будет около 17, а затем перестанет стареть. |
| Карлайл Каллен | Муж Эсме Каллен и приемный отец Эдварда, Эммета, Элис, Розали и Джаспера. Его первое появление было в «Сумерках». Его физический возраст 23 года, и у него светлые волосы. Его естественное сострадание во время его жизни как человека выразилось в его решении никогда не пить человеческую кровь и не убивать человека, которого он придерживался. За века он стал искусным врачом и хирургом, совершенно равнодушен к запаху человеческой крови. |
| Эсме Каллен    | Жена Карлайла Каллена и приемная мать Эдварда, Эммета и Элис Калленов, а также Розали и Джаспера Хейлов. Ей нравится восстанавливать старые дома, а ее физический возраст составляет 26 лет. У нее нет особой силы, но есть сильная способность страстно любить. У Эсме волосы карамельного цвета; у нее также сердцевидное лицо с ямочками, а фигура стройная, но округлая и мягкая. Эсме родилась в 1895 году в Колумбусе, штат Огайо. Карлайл лечил ее в возрасте 16 лет после того, как она сломала ногу при лазании по дереву. Она вышла замуж за Чарльза Эвенсона, но он жестоко обращался с ней. Узнав, что она беременна, она сбежала и родила сына, который впоследствии умер через несколько дней. Убитая горем, Эсме попыталась покончить с собой, спрыгнув со скалы. Предположительно мертвой, ее доставили в морг. Карлайл, который помнил, как лечил ее много лет назад, смог услышать ее слабое сердцебиение и превратил ее в вампира. Эсме влюбилась в Карлайла и вскоре вышла за него замуж. Она любит своих приемных детей, в том числе Беллу, как своих собственных, и больше всего привязана к Эдварду, но все еще скорбит о том, что не может иметь детей. |
| Элис Каллен    | Приемная дочь Карлайла и Эсме Каллен, приемная сестра Эдварда и Эммета Калленов и Розали Хейл, партнерша Джаспера Хейла. Элис миниатюрная и похожа на пикси, с изящной походкой и короткими, колючими и черными волосами. Ее особая способность - видеть будущее. Ее возможности ограничены; она может видеть результат решения только после того, как оно принято. Из-за этого решения, принятые под влиянием момента, невозможно предвидеть. Элис может видеть будущее с участием людей и вампиров, но не может видеть будущее с участием полукровок, таких как Ренесми и оборотни. Элис веселая и оптимистичная, она любит Беллу и заботится о ней, как о сестре. Она также близка со своим братом Эдвардом. Любит ходить по магазинам, делать макияж и устраивать вечеринки. Ранняя история Элис расплывчата, поскольку она ничего не помнит о своей человеческой жизни и очнулась в одиночестве вампиром. |
| Эммет Каллен   | Муж Розали Хейл, приемный сын Карлайла и Эсме Каллен, а также приемный брат Эдварда, Элис и Джаспера. Он высокий и мускулистый. У него темные вьющиеся волосы и ямочки на щеках. Несмотря на устрашающий вид, он беззаботен и беззаботен. Он любит драки и розыгрыши. Он любимый брат Эдварда, и он состоит в любящих и преданных отношениях с Розали. В 1935 году Эммету было 20 лет, он жил в Гатлинбурге, штат Теннесси. На него напал медведь, и он чуть не умер от полученных травм. Розали охотилась поблизости, и ее привлекли темные кудри, ямочки на щеках и невинная аура Эммета. Она пронесла его более ста миль через Аппалачи и попросила Карлайла превратить Эммета в вампира. |
| Розали Хейл    | Приемная дочь Карлайла и Эсме Калленов, приемная сестра Джаспера Хейла, а также Эдварда и Элис Калленов и жена Эммета Калленов. Она и Джаспер - единственные, кто не берет фамилию Каллен, поскольку они выдают себя за биологических братьев и сестер. Ее физический возраст — 18 лет, и она родилась в 1915 году в Рочестере, штат Нью-Йорк. Розали описывают как исключительно красивую даже для вампира; она высокая, статная, с длинными волнистыми светлыми волосами. |
| Джаспер Хейл   | Приемный сын Карлайла и Эсме Каллен, приемный брат Розали, Эдварда и Эммета и муж Элис Каллен. Он и Розали не родственники, но играют биологических родственников и имеют общую фамилию «Хейл». У него светло-медовые волосы, и он худой. Его лицо и тело покрыты шрамами в форме полумесяца после многих лет борьбы и обучения новорожденных вампиров. В семье Калленов он меньше всего способен контролировать свою жажду крови и изо всех сил пытается поддерживать свой «вегетарианский» образ жизни. Он не так эмоционально привязан к другим членам семьи Калленов. |
| Алек           | |
| Маркус         | |
| Аро            | |
| Кайус          | |
| Джейн          | |
| Джеймс         | |
| Виктория       | |
| Лоран          | |
| Ирина          | |

...и другие.

### Оборотни
| Имя                           |
| ----------------------------- |
| Джейкоб Блэк                  |
| Сэм Улей                      |
| Квил Атеара V                 |
| Эмбри Колл                    |
| Поль Лахот                    |
| Джаред Кэмерон                |
| Лия Клируотер                 |
| Сет Клируотер                 |
| Коллин Литтлси и Брэди Фуллер |
| Эфраим Блэк                   |

## Фильмы по мотивам «Сумерек»
В 2008 году была экранизирована книга «Сумерки». Режиссёром стала Кэтрин Хардвик. Мелисса Розенберг написала сценарий по мотивам книги Стефани Майер, а композитором стал Картер Бёруэлл. Роли Эдварда и Беллы исполнили Роберт Паттинсон и Кристен Стюарт.
После немалых кассовых сборов кинофильма по первой книге было решено экранизировать также книги «Новолуние» и «Затмение». Однако студия Summit Entertainment решила отказаться от услуг Кэтрин Хардвик, и «Новолуние» снял Крис Вайц. Актёрский состав остался без изменения. Дата выхода фильма на экраны — 20 ноября 2009 года, в России — 19 ноября.
Что касается «Сумерки. Сага. Затмение», то его режиссёром выступил Дэвид Слэйд, а мировая премьера состоялась — 30 июня 2010 года.
«Рассвет» был разделён на две части: Сумерки. Сага: Рассвет — Часть 1 (вышел в прокат 17 ноября 2011 года) и Сумерки. Сага: Рассвет — Часть 2 (вышел в прокат 15 ноября 2012 года).
В апреле 2023 года появились сообщения о начале разработки сериала компанией Lionsgate по франшизе.
| Год  | Русское название                 | Оригинальное название              | Режиссёр       |
| ---- | -------------------------------- | ---------------------------------- | -------------- |
| 2008 | Сумерки                          | Twilight                           | Кэтрин Хардвик |
| 2009 | Сумерки. Сага. Новолуние         | The Twilight Saga: New Moon        | Крис Вайц      |
| 2010 | Сумерки. Сага. Затмение          | The Twilight Saga: Eclipse         | Дэвид Слейд    |
| 2011 | Сумерки. Сага: Рассвет — Часть 1 | The Twilight Saga: Breaking Dawn 1 | Билл Кондон    |
| 2012 | Сумерки. Сага: Рассвет — Часть 2 | The Twilight Saga: Breaking Dawn 2 | Билл Кондон    |

## Вампиры
Вампиры в произведениях серии саги «Сумерки» отличаются от стандартных представлений о вампирах: им не приносит вреда ни чеснок, ни святая вода, ни серебро, ни религиозные символы; солнечный свет всего лишь заставляет их кожу светиться; они отражаются в зеркалах и проявляются на фотографиях. Примечательно, что цвет радужки глаз вампира зависит от его рациона: у питающегося человеческой кровью они ярко красные, у питающегося кровью животных — жёлтого цвета. Независимо от предпочтений в пище, от жажды глаза темнеют, пока не становятся совсем черными. Чем сильнее жажда, тем темнее радужка. Могут есть и человеческую пищу, хотя не в состоянии её переварить, поэтому позже вынуждены вызывать у себя рвоту. Они никогда не спят и обладают невероятной силой, например, могут выдергивать деревья с корнем, поднимать и бросать автомобили, стирать металлические предметы в порошок. Особенно сильны новообращенные вампиры в первые месяцы после «рождения», так как в их организме по-прежнему присутствует много человеческой крови. В этот же период им наиболее трудно контролировать свою жажду.
Все пять чувств у вампиров необыкновенно развиты: они обладают чрезвычайно острым зрением, тонко чувствуют запахи, двигаются с такой скоростью, что человеческий глаз не в состоянии за ними уследить. Им не нужно дышать, хотя остановка дыхания сама по себе неприятна, так как противоречит рефлексам тела.
Вампиры обладают сверхъестественной красотой, позволяющей привлекать добычу. У них бледная светящаяся кожа, идеальное холодное тело, безупречные черты лица. Их кожа очень тверда и на ощупь похожа на мрамор, её практически невозможно повредить. Убить вампира можно только одним способом — разорвать на куски и сжечь, что под силу только другим вампирам или оборотням. Оторванные части тела самопроизвольно тянутся друг к другу и поэтому легко срастаются. Зато вырванные или остриженные волосы заново не отрастают и не прирастают, несмотря на то, что при обращении становятся гуще и красивее, чем при человеческой жизни.
Иногда после перерождения вампир получает сверхъестественные способности, как Эдвард Каллен, который начал читать мысли, Элис, которая видит будущее, её возлюбленный Джаспер, которому под силу почувствовать и изменить настроение окружающих, и Белла, обладающая щитом от всех мысленных воздействий, поддающимся проецированию и пробиваемым только даром её собственной дочери Ренесми.
Также вампир по своей природе может влюбиться только один раз в жизни, и такая любовь длится вечно: она не проходит и даже не слабеет ни при каких обстоятельствах. Поэтому если любовь неразделённая или пассия вампира погибает, душевная травма остаётся на всю жизнь, как в случае с Марком Вольтури.

## Оборотни
В мире произведений способность превращаться в животных (в частности, в волков) имеют некоторые индейцы племени Квилет, проживающего в резервации Ла-Пуш. Данная способность передаётся генетически и активируется при появлении вампиров. Превращение контролируется обладателем, но во время вспышки гнева может произойти непроизвольно. Все оборотни резервации объединены в стаи (изначально в одну), каждая из которых возглавляется «альфой» — самым старшим волком (Сэм Улей) или представителем рода вождей (Джейкоб Блэк). Все члены стаи должны подчиняться альфе. Примечательно, что в животном облике оборотни одной стаи могут слышать мысли друг друга. Однако, существуют и оборотни, зависящие от лунного цикла, что соответствует классическому представлению о них.